# Стратиште на Бубњу
Стратиште на Бубњу било је једно од два губилишта (дуго је било на Делијском Вису) у околини Ниша током Другог светског рата, намењено за организоване злочиначке активности окупационе власти у Нишу, односно стрељање затвореника логора на Црвеном крсту. Према проценама, на њему је стрељано од 5.000 до 12.000 Срба, Јевреја, Рома и припадника других етничких група, са простора некадашње Краљевине Југославије — мушкараца, жена, стараца и деце здравих и болесних, паралозованих или ментално хендикепираних, сиромашних и богатих, осуђених и неосуђених, који нису имали никакве шансе да избегну своју судбину.
О томе шта се радило на Бубњу од јесени 1941 до јесени 1944. године Немци нису причали у јавности, нити су објављивали извештаје. Под претњом смрћу забрањивали су логорашима који су радили на уништавању трагова њихових злочина на Бубњу да у логору на Црвеном крсту о томе причају. У граду Нишу и логору Црвени крст, могло се причати, или јавно објављивати у штампи, само оно што су Немци званично објављивали.
Пре него што су се повукли из Ниша, Немци су уништили сву документацију о заточеним и стрељаним затвореницима, из Логора на Црвеном крсту и других логора и затвора, а са простора стратишта на Бубњу извадили су све посмртне остатке стрељаних и спалили их на ломачи на лицу места, како би уништили трагове четворогодишњих злочиначких активности на простору југоистока Србије и шире.

## Предуслови
По уласку у Југославију Немци су организацију војноуправног окупационог система у нишком округу започели 28. априла 1941. године, када је Наредбом број 1 тадашњи војно-управни командант за Србију наредио да се у већим местима формирају немачке војне фелдкомандантуре, које су биле потчињене непосредно њему. Према тој Наредби, у Нишу је формирана Фелдкомандантура 809 Ниш, која је обухватала територију некадашње нишке административне области (која је носила назив Обласна војно-управна команда). Ова команда је војну, управну, привредну и политичку надлежност имала над некадашњим окрузима: Лесковац, Ниш, Крушевац, Зајечар и Косовска Митровица.
Убрзо је следила и наредба Хитлер и Мусолини да се велики број концентрационих логора (логора смрти), или тачније речено читав систем логора оснује у поробљеним деловима Европе. Тако су настали и бројни логори широм Србије, па и овај у Нишу. Нацистички концентрациони логори на подручју Србије формирани су већ априла 1941. након слома Југославије, а много пре немачког напада на Совјетски Савез, с обзиром да је покрет отпора против окупатора наставио да делује и после 17. априла 1941. године и све више јачао.

Паралелно са окупацијом, а у складу са фашистичким теоријама, по доласку на простор Србије немачки команданти су константно стварали међу потчињенима војницима Вермахта мрачну слику о свом противнику, позивајући се на наређење Вилхелма Кајтела, начелника Штаба Врховне команде, желећи да кажу...
„да животи људи на Балкану често не вреде ништа и да се застрашујуће дејство може постићи само необичном свирепошћу... и да се, не треба суздржавати да им се исти живот и одузме, уколико је потребно да се заштите трупе...односно да су по нацистичкој логици почињени ратни злочини оправдани.
Као облик застрашивања и средство за реализацију теорија о расно безвредним и непожељних, на простору Србије, започета су масовна истребљење непожељних етничких група (Јевреја, Рома, Словена), које се све време током Другог светског рата, одвијало преко концентрационих логора које су оснивале силе осовине, у складу са фашистичким теоријама. У склопу ових фашистичких замисли о истребљењу настао је и логор на Црвеном крсту у Нишу, у коме су затварани Срби, Јевреји, симпатизери Народноослободилачког покрета и заробљени партизани, углавном са простора источне Србије, а мањим далом и са простора целе бивше Југославије. Већина затвореника у логору Црвени крст била је намењена тренутној ликвидацији убрзо по стизању у логор или је точињено у што је пре могућем року.
Да би се обзбедио континуитет у пријему нових затвореника, требала је основати и стратиште, на коме би се повремено вршило пражњење нацистичког Логора на Црвеном крсту у Нишу, стрељањем логораша. 
Избор локације за стратиште
За ту намену прво је 1941. године одређена локација Делијски Вис, на ширем простору војничког гробља. Тачан број погубљених и сахрањених на губилишту Делијски Вис, где су Немци вршили стрељана пре него што ће прећи на стратиште на брду Бубањ, немогуће је утврдити, једним делом због тога што је родбина тела стрељаних откопавала и односила, а другим делом зато што је на том месту било и велико гробље српских војника из Првог светског рата и умрлих од тифуса, који је 1914-1915. године узео, према најнижим проценама, 2.166, а према највишим, 35.000 људских живота.
Како Делијски Вис као мали егзекуциони простор, није био у складу са Упутством од 10. октобра 1941. године којим је прецизирано каква треба да буду места одабрана за стрељање и како треба закопавати убијене, донета је одлука да се он замени „прикладнијим” губилиштем.
Одлуку о новом стратишту донео је Шеф Гестапао-а СС капетан Хамер крајем 1941. године, и за ову намену одабрао је брдо Бубањ.

## Положај и инфраструктура
Стратиште на Бубњу, налазило се на делу брда Бубањ, у саставу ниског побрђа у истакнутој брдској маси западне Горице, у специфичном геопростору на југоистоку Србије у тектонском рову композитне долине-потолине Јужне Мораве — Нишкој котлини.
Извршна област стратишта била је смештена, на периферији Ниша на око 300 метара лево од тадашњег старог магистралног пута Ниш — Лесковац, на простору, који је до почетка Другог светског рата, био војно-државно имање, полигон за војне вежбе окружен јаким стубовима са испреплетаном бодљикавом жицом.
На подручју које је покривало 6 хектара посечена је шума ради боље видљивости и створен одговарајући брисани простор за правовремено уочавање покушаје бега затвореника, и изграђено неколико импровизованих барака за смештај опреме и затвореника, који су радили на ископавању рака и затрпавању стрељаних,  и зидана зграда за смештај стражара.
Отрилике, на средину стратишта, стизало се колским путем са на пут Ниш — Лесковац, до главног улаз, где је била капија, од које водила алеја насута песком песком, ситним каменом и шодером до самог места где су вршене стрељања ... а потом укопавање жртве у ископаним јамама. Са десне стране била је згрда од чврстог материјала у којој су становали чувари стратишта Бубањ. Лево од ове зграде на око 80 m, налазила се барака у којој су свлачене жртве. Испред те бараке целом њеном дужином налазио се искошени бедем, у дужини од 55 m, висок 2,5 m.  Испред њега се налазио изравњан плато дужине 55 m,  широк на северној страни 12 m а на јужној 6 m.  Са јужне стране овог платоа полазио је коловоздовољно широк за пролаз камиона и других превозних средстава.
Дуж целе северне и североисточне стране стратишта, постојали су ровови и јаме у које су покопавани стрељани логораши:
- Први ров — био је дужине 54 и ширини 2,5 метара, у шест прелома, или у цик-цак линији. На североисточној страни овог рова, на удаљености од око 30 метара, налазиле су се једна у наставку друге две јаме. Прва је била дужини 20 метара и ширини од 5 метара.
- Други ров — био је испод првог на једној од падина брда Бубањ, паралелно са њим у девет прелома, укупне дужине 25 метара и ширине 2,5 метра.

Између ова два рова налази се велика јама дугачка 21,5 метара и широка 2,5 метра.
На источној страни грудобрана који је штитио бараку налазило се једно огњиште дугачко око 50 метара и широко 3 метра, а још даље, у близини стражарске кућице, и друго огњиште пречника 3 метра.  Оба огњишта била су намењена за спаљивање лешева стрељаних логораша.

## Историја стратишта
За време окупације у Србији (1941-1944), окупационе јединица Немачке и Бугарске на простори источној Србије масовно су хапсиле, доводили у нишки концентрациони логор, и затворе у Нишу, а потом стрељале на Бубњу код Ниша војнополитичке кривце (припадници и присталице партизанског и четничког покрета), Јевреје, Роме, таоце и остале (првенствено заточенике Казненог завода, који су своје казне због деликата издржавали још пре рата у Нишу и странце).
Категорије затвореника логора Црвени крст, унутар којих су припадници различито третирани у односу на стрељање на Бубњу.
| Таоци                     | Таоци су служили за стрељање у случају одмазде. За једног убијеног окупаторског војника стрељано је 100, а за једног рањеног 50. Међу таоцима су, у више наврата, довођени и угледни грађани или „цвет нишке чаршије”. |
| Друга категорија          | У почетку до потпуног истребљења ову категорију чинили су Јевреји, који су у логор доведени ради психичког и физичког уништења као „нижа” неаријевска раса. Они су се у логору задржавали привремено, до даље депортације или чешће, масовног стрељања на Бубњу. За време боравка у логору Јевреји су обављали разне послове, и били одређивани за копање заједничких гробница на Бубњу. На овом послу су их, после уништења јеврејске заједнице у Нишу, заменили Роми. |
| Трећа категорија          | Ову групу чинили су затворена лица ухапшена под сумњом да припадају или сарађују са Народноослободилачким (партизанским) покретом (НОП) и њиховим војним јединицама. Из ове категорије узимани су затвореници ради стрељања због одмазде или издвајали контингенти за интернацију у Немачку или Норвешку. Заробљени партизани били су под даноноћном строгом присмотром стражара и, по правилу, стрељани приликом првих масовних егзекуција. |
| Четвта категорија         | Затвореници који су чинили ову групу хапшени си и довођени у логор под оптужбом да припадају или сарађују са равногорским покретом и четницима под командом ратног министра војног армијског генерала Драгољуба Драже Михаиловића, односно војском Краљевине Југославије која се налазила у поробљеној отаџбини (ЈВУО). По правилу, стрељани су приликом првих масовних егзекуција. |
| Пета категорија (странци) | Ову групу чинили су странци из Пољске, Француске, Грчке и других земаља за које се није знало одакле су и због чега доведени, припадници покрета отпора, заробљени савезнички пилоти и авијатичари, чланови енглеских војних мисија, заробљени црвеноармејци, предратни југословенски поданици који су помагали покрет отпора и Јевреји-емигранти. Током 1943. и 1944. године међу њима је било и мањих група Енглеза и Руса који су заробљени после ваздушних борби. Ова категорија затвореника била је најмалобројнија и они нису стрељани, јер су према њима Немци поштовали Женевску и Хашку конвенцију о поступку према ратним заробљеницима. |

## Уништавање трагова
Када се средином 1944. године јавила сумња на могућност напуштања Србије у другој половини августа 1944. године, окупационе власти су почеле размишљати о евакуацији, првенствено цивилних установа у земље Трећег рајха, а онда и материјала, сировина и машина. На основу наређења другог човека Трећег рајха Хајнриха Химлера, следила су прва наређења о потпуном повлачењу свих припадника немачке народности за чију реализацију су већ били израђени детаљни планови. У оквиру тих планова био је и план како на најлакши и најбржи начин уништити тела стрељаних и угушених на стратиштима широм окупиране Србије.
У новембру 1943. године у Београду су командант полиције и службе безбедности за Србију СС пуковник Емануел Шефер и командант Главне управе државне безбедности Трећег рајха формирали 1052. специјални одред полиције и службе безбедности са задатком да у највећој тајности уклони трагове масовних злочинанемачке окупационе управе широм Србије.
Уништавање трагова и спаљивање лешева на стратишту Бубањ у Нишу започето је приближно у исто време када су уништавани и трагови злочина у Јајинцима код Београда. За ту активност у Ниш је уз Београда од марта до краја јула 1944.године стигло 100 затвореника подељених у три групе, из логора на Бањици, логора на Сајмишту и полицијских затвора:
- Прву групу (15 затвореника) — чинили су заробљени припадници Југословенске војске у отаџбини (ЈВУО) под командом генерала Драгољуба Михаиловића, који су фебруара 1944. године заробљени у Шумадији.[б]
- Другу групу — чинили су заробљени  припадници и сарадници Народноослободилачког покрета (НОП-а) из јужне Србије, највише из лесковачког среза (село Подримце), који су заробљени и ухапшени у бугарско-немачкој акцији, у фебруару 1944. године.
- Трећу групу — чинили су заробљени Италијански војници, након капитулације Италије 1943. године.

Затвореници свих група били су у саставу Специјалне радне команде (1005) која је имали  задатак да у присуству Немаца униште трагове злочина почињених у Нишу за време нацистичке окупације.

## Епилог
Нацистичка репресивна политика на стратишту Бубањ била је изражена у прве три године рата, да би 1944. године, с обзиром на очигледност немачког пораза, почела да попушта.
Према подацима послератне Земаљске комисије за утврђивање ратне штете, кроз концентрациони логор у Нишу је за време окупације прошло око 30.000 затвореника, а 10.000 (процена се креће од 5.000 до 12.000) логораша и затвореника из других затвора у граду Нишу стрељано је на стратишту Бубањ. Према поузданим подацима, до сада је утврђено 3.550 имена стрељаних, до 14. септембра 1944. године.
Тачан број стрељаних на стратишту Бубањ није било могуће утврдити пошто су нацисти уништили трагове злочина.
У знак сећања на ове стравичне догађаје на стратишту Бубањ, прво је ово место скромно обележено 1945. године, а затим је 1950. године изграђена једноставна спомен пирамида од притесаног камена са натписом.
Данашњи спомен обележје, које заузима централно место у Спомен-парку Бубањ, је у облику „Три песнице” дело хрватског вајара Ивана Саболића, откривено 14. октобра 1963. године на дан обележавања ослобођења Ниша у Другом светском рату. Споменик у облику три песнице различите величине, симболизује страдање деце, жена и мушкараца стрељаних на стратишту Бубањ од 1942 до 1944. године, и према замисли аутора високо уздигнутим песницама сугерише незадрживу продорну снагу напредних стремљења.